# Rhododendron sarcodes
Rhododendron sarcodes är en ljungväxtart som beskrevs av G. Argentina och D. Madulid. Rhododendron sarcodes ingår i släktet rododendron, och familjen ljungväxter. Inga underarter finns listade i Catalogue of Life.